# 디아섬

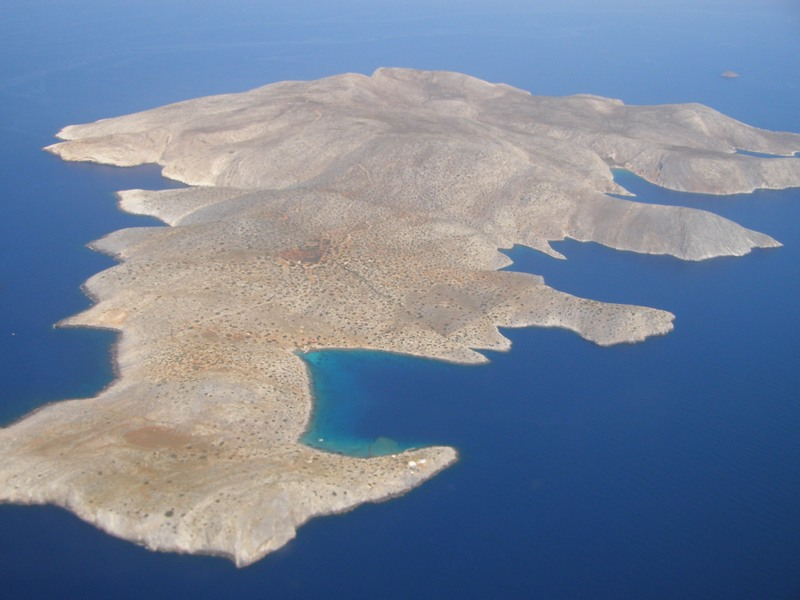
디아 섬

디아섬(그리스어: Δία)은 그리스의 섬으로, 크레타 북쪽 해안에 있다. 크레타 중동부를 차지하는 이라클리오 현에 속하고 이라클리오에서 볼 수 있다.

## 같이 보기
- 그리스의 섬 목록